# مهبال

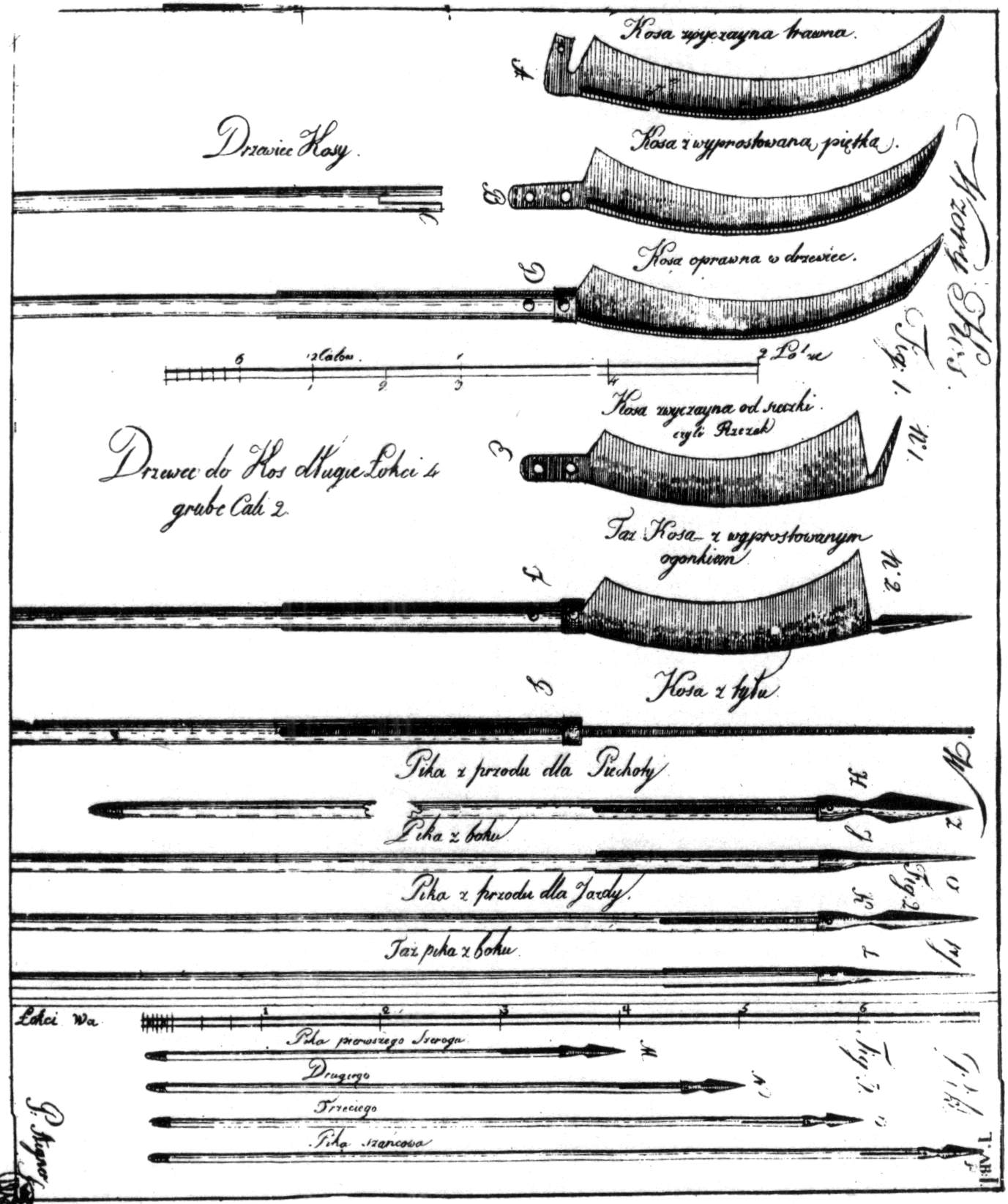
اشكال مختلفة للمهبال الحربي البولندي رسم من كتاب بولندي لمؤلفه Chrystian Piotr Aigner "Krótka nauka o kosach i pikach" (كتاب المهابيل و الرماح)من سنة 1794.

المهبال هو آلة أو أداة أو وسيلة يدوية زراعية أو حربية ذات قناة (عصا غليظة خشبية طويلة)، طولها أكثر من متر ونصف. في رأسها سنان من الحديد مثل السيف طوله أكثر من نصف متر يُحش بها الزرع أو النبات أو يُطعن به مباشرة أو جانبيا.

## المهبال لغة
مِهبال بالميم المكسورة جمعه مهابيل، ولغويا هو اسم آلة فهو على وزن مِفعال مثل مِزراق، مِقصال، مِنشار، مِنشال، مِحراث...الخ. جمعه مفاعيل.

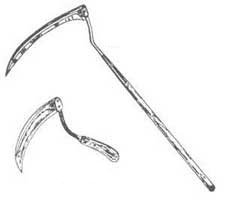
المهبال والمنجل ادتان زراعيتان.

## المهبال عبر التاريخ
هذه الأداة كانت معروفة في القرن الثالث قبل الميلاد في غاليا بـفرنسا واستخدمتها الشعوب السلتية كما استخدمها الرومان ثم بقية الأوروبيين الذين جاءوا بعدهم لحش الكلأ.
وإذ ظلت تستعمل لمدة طويلة لحش النباتات الضارة أو الكلأ فإنها لم تستعمل لحصاد المحاصيل الزراعية الا في القرن 16م.
كما أن المهابيل ركبت على محور العربات الحربية للفرس واليونانيين والرومان وهذا لحش أجساد وارجل الأعداء.
كما استعملت المهابيل بكثرة في الحروب الأوروبية وحتى في اليابان والصين وكوريا طيلة القرون الوسطى والعصر الحديث.

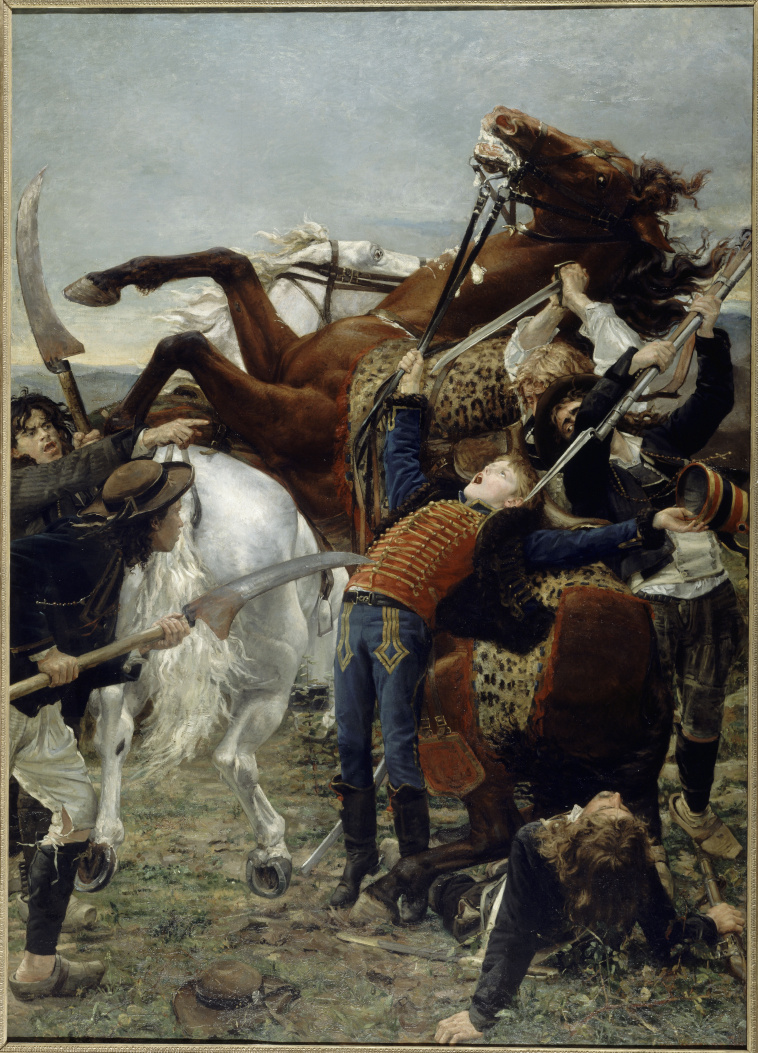
تكالب الثوار الفونديين على طعن الطفل الجندي بارا في 1793 بواسطة عدة اسلحة منها المهبال، لوحة للفنان (Jean-Joseph Weerts (1847-1927 موجودة في متحف اورسي بباريس.

حاليا تراجع استعمالها كثيرا واستبدلت بالالات الحاصدة الدارسة أو بالمهابيل الميكانيكية التي تجرها الجرارات أو حتى بجزازات العشب الميكانيكية اليدوية سواء تلك التي تركب على عجلتين، أو تلك التي يركب محرك على ظهر الحاصد أو الجزاز.

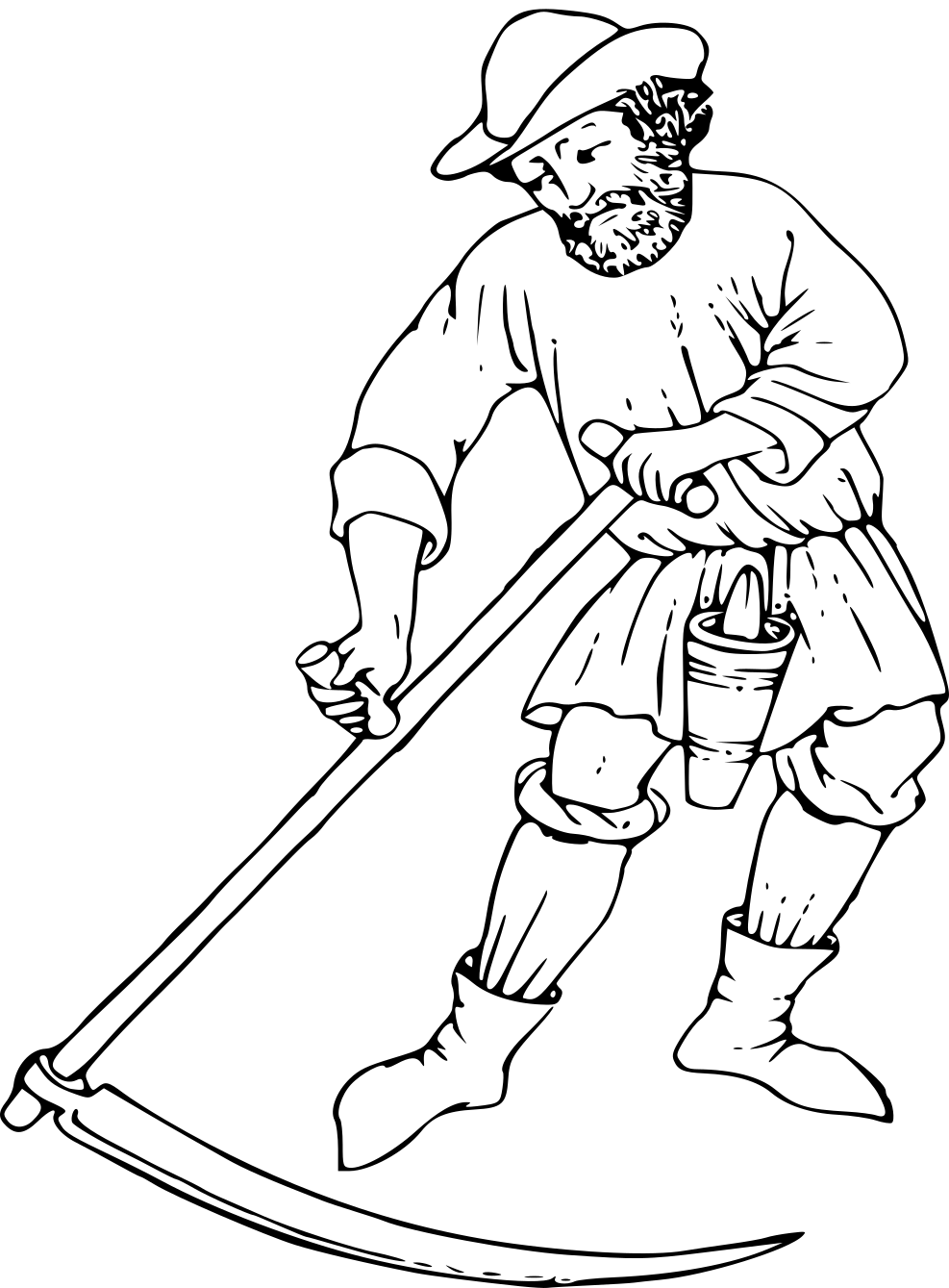
فلاح أوروبي يستعمل المهبال.

## صناعة واستخدام وصيانة المهبال
تتطلب صناعة المهبال والعمل به أو الهجوم به وصيانته تقنيات خاصة تختلف عن تلك التي تتلائم مع المنجل.
كان يصنع من المعدن والخشب ثم أصبح من المعدن الخفيف وتخصص فيه حدادون وشركات معينة وتم تأليف كتب في ذلك ومؤخرا بدأت الصين تنافس الدول الأوروبية في إنتاج كميات هائلة من المهابيل للسوق العالمية.
و بالنسبة لطريقة استخدامه فإن الحصاد مضطر إلى استعمال يديه الاثنين لتحريك المهبال من اليمين إلى اليسار وهذا دون انحناء كبير وترك المحصود وراءه ولكن عليه ان يكون سلسا في عمله حتى لا يصطدم النصل بالأرض أو الحجارة فيفل وحتى لا تنكسر السنابل فيضيع الحب.
أما في ما يخص الصيانة فالمهبال يتطلب صيانة خاصة تختلف عن صيانة المنجل فسن المنجل سميك على عكس المهبال ولذلك يتأثر هذا الأخير كثيرا من احتكاكه بالأرض والأحجار وبالتالي ضرورة اصطحاب مطرقة وسنديان صغيران إلى الحقل لطرق سنان المهبال.
كما يجب التوقف بعد كل مدة لسن المهبال بحجر خاص رطب.
كما استعمل بعض الأوروبيين مهبال مزود بمذراة لجمع قدر ذراع من الكلا أو القمح.

## المهبال في العالم الإسلامي والعربي
في العالم الإسلامي والعربي خاصة هو مثله مثل الحربة أو المزراق آلة حربية قبل أن تكون آلة زراعية إذ إن العرب كانوا يستعملون المنجل في أعمال الحصاد بسبب نوعية المحاصيل الضئيلة التي تتطلب ذلك كما انه يحافظ على حبات الشعير في سنابلها على عكس المهبال الذي انتشر في الدول الأوروبية بسبب غزارة محاصيل الحبوب التي تطلب استعمال المهبال ووجود عدد كبيرا من النساء الملتقطات وراء الحاصد المهبالي.
غير انه مع الاتصال مع الفرس والاتراك والشعوب الأوروبية بدأ العرب والمسلمون في استعمال المهبال لاعمال الحصاد وبسبب صناعة الأوروبيين له فقد استعملوا المصطلح الأوروبي وهو السكايت في المشرق واللافو أو امكر اورومي في المغرب العربي بينما بقيت الشعوب الإسلامية الأخرى تستعمل مصطلحات لغتها.
في 30 أغسطس 1859 اصدر كاتب الدولة وزير الجزائر والمستعمرات شاصلو لوبات امرا إلى قادة المقاطعات العسكرية في الجزائر للتكفل شخصيا بنشر وتدريب الجزائريين على استخدام المهبال بشكل واسع في أعمال حش مزروعات الكلأ أو النباتات الطبيعية الصالحة كعلف.

## المهبال كرمز
كثيرا ما تم تصوير الإله الإغريقي كرونوس والموت وهما يحملان أو يحكمان قبضتهما على قناة وقبضة المهبال.

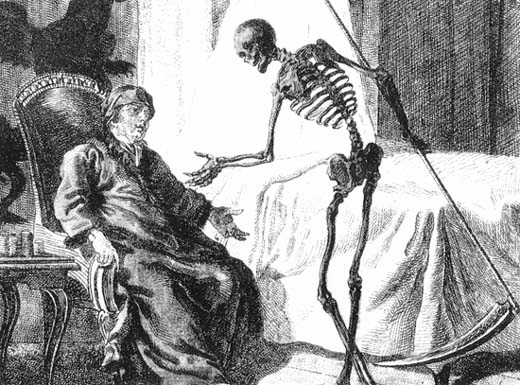
التجسيد الغربي للموت على شكل هيكل عظمي يحمل مهبال لحصد الأرواح.

## الأدوات المشابهة للمهبال
هناك ادوات كثيرة تقوم بعمل مشابه لعمل المهبال سوا ا منه الزراعي أو الحربي.

### حربيا
استعمل الأوروبيون اسلحة كثيرة تشبه المهبال وتم تركيبها على قناة (عصا غليطة طولها يتعدى المتر والنصف) ومنها:GODENDAC-FAUCHARD-VOUGE-GUISARME ، HALLEBARDE الخ... والغرض منها طعن العدو أو حصانه من مسافة قريبة دون التعرض لضرباته.

### زراعيا
استعملت العديد من الشعوب المنجل أو المحشة أو المحش (منجل واسع نوعا ما دون اسنان، بالفرنسية VOLANT)
- محش الدوم: منجل صغير لا يتعدى عرضه 25 سم، كله من المعدن ويستخدم لقطع الدوم في بلدان المغرب العربي.

- المهبال الجامع أو مهبال المذراة: مهبال مركب فيه مذراة.
- يستعمل القاطنون بالقرب من الأنهار والمستنقعات نوع من المهابيل يحرك يدويا أو بواسطة زورق لحصد القصب والنباتات المائية.
- منجل العليق وهو منجل لحش اعواد العليق والسدر والشجيرات المشابهة.
- المزبرة الطويلة: تشبه المهبال ولكن نصلها قصير وعريض لتقليم الأشجار أو زبر الشجيرات.
- المزيرة القصيرة: وتستخدم للتقليم والتقطيع بعض الأغصان القريبة ولقطع القصب وانواعها كثيرة.

## الفرق بين المهبال والمنجل
- في طول المقبض: مقبض المهبال طويل (متر وازيد) وومقبض المنجل قصير جدا (حوالي 20 سم أو اقل).

- في شغل اليدين: يٌشد المعبال بيدين وبالتالي لا يمكنه التقاط المحصول في نفس الوقت على عكس المنجل الذي يشد بيد واحد بينما تحكم اليد الأخرى على المحصول.

- في شكل النصل: نصل المهبال طويل (حوالي المتر) وغير مٌسنّن وغير ثابت (يمكن نزعه من المقبض لصيانته أو استبداله) كما انه مستقيم نوعا ما الا في طرفه، على عكس نصل المنجل الذي يكون قصير (اقل من متر) وثابت داخل المقبض أو حتى دونه ومعقوف والأهم انه مسنن وإذا لم يكن مسننا فان اسمه يصبح "هيلكون"(انظر القاموس المحيط للفيروزبادي مادة: هلك).

- في الاستعمال: يستعمل المنجل في حصاد المساحات الصغيرة وفي حصاد المحاصيل التي يرجى فصل الحب فيها عن التبن، اما المهبال فيستغل في حش الأعشاب أو المحاصيل التي لا يرجى فصل الحب عنها وانما تركها بحبها لإعطائها علفا للحيوانات (حتى وان كانت قمح أو شعير أو البيقية vicia أو غيرها أو هذه المحاصيل إذا كانت المساحة كبيرة ولا يمكن حصادها بالمنجل.

## معرض صور

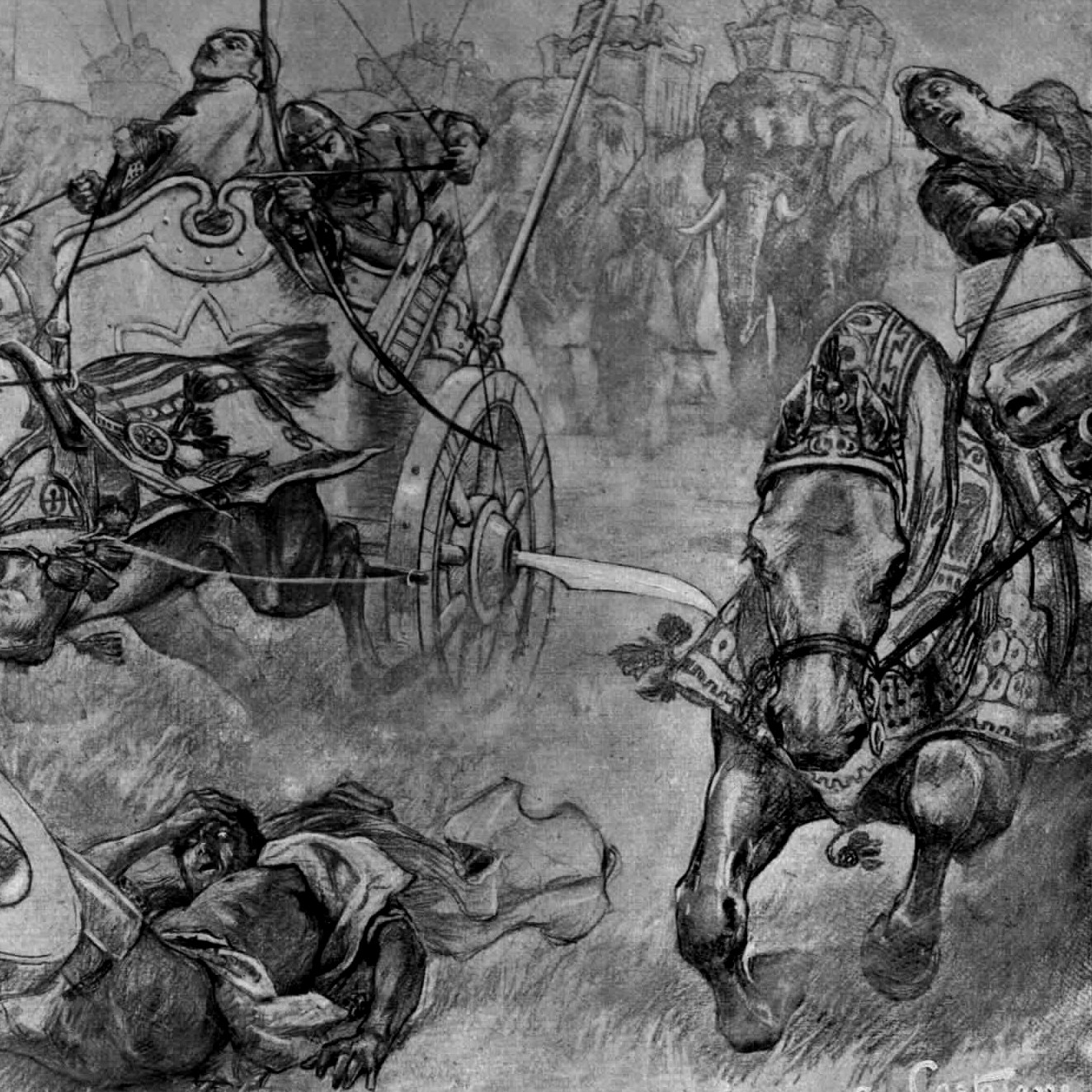
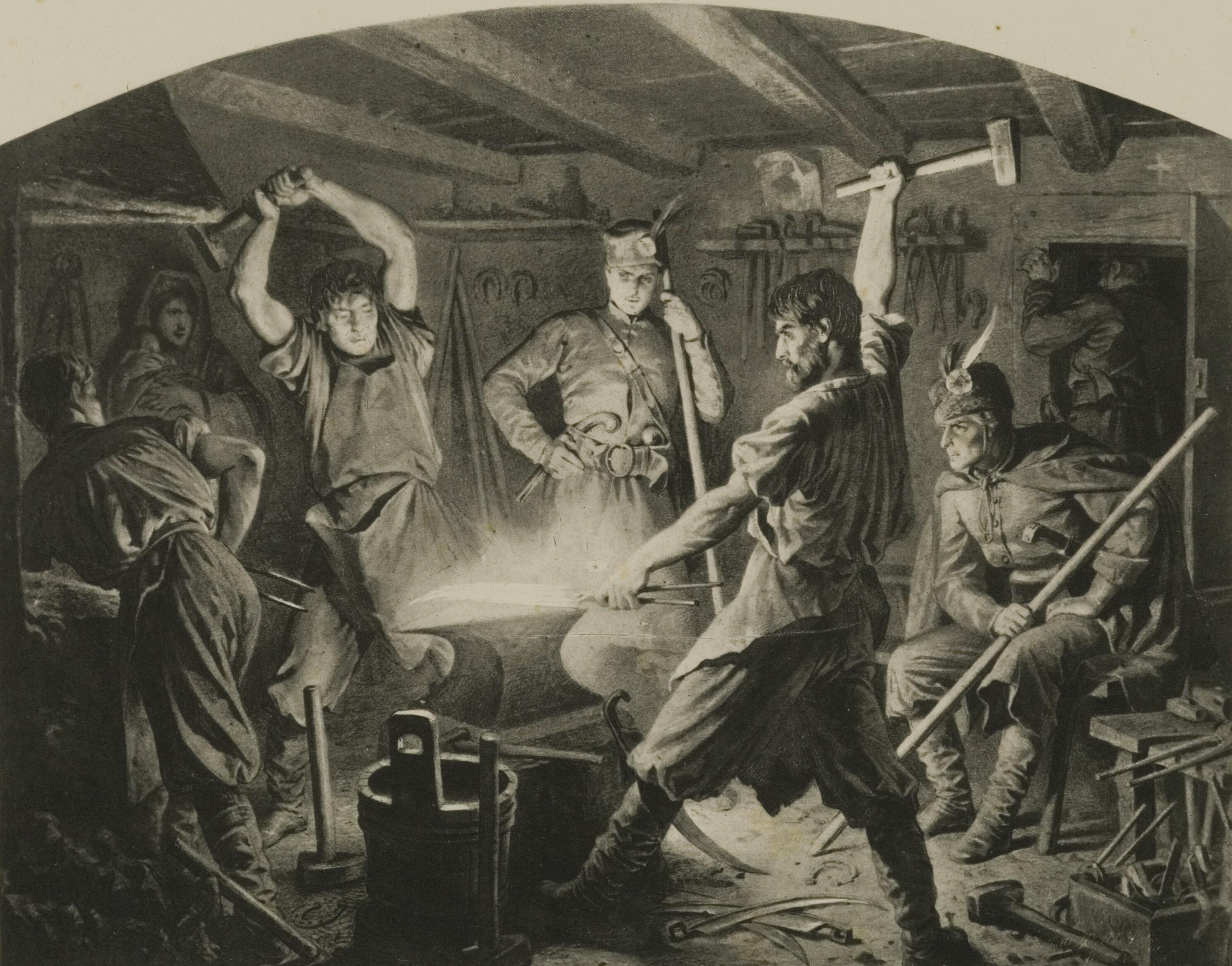
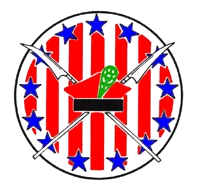

## وصلات خارجية
- Scythe Network، موقع مكرس للاستخدام الحديث ويحتوي على روابط للعديد من موردي المعدات في أمريكا الشمالية.
- موضوع حول المهبال بالإنجليزية من موسوعة Autonopedia
- كتاب حول صناعة المهابيل والمناجل وادوات زراعية أخرى في ألمانيا باللغة اللاتينية في 1558